# لورانس باتريك هنري
لورانس باتريك هنري (بالإنجليزية: Lawrence Patrick Henry) هو كاهن كاثوليكي جنوب أفريقي، ولد في 27 يوليو 1934 في كيب تاون في جنوب أفريقيا، وتوفي في 4 مارس 2014.